# ASK Ybbs
Der ASK Ybbs (Allgemeiner Sportklub Ybbs) ist ein Sportverein aus der niederösterreichischen Stadt Ybbs an der Donau, der über Sektionen für Fußball und Tennis verfügt. Aushängeschild ist seit jeher die Fußball-Sektion, die Anfang der 1990er-Jahre zu den führenden Fußballvereinen in Niederösterreich zählte. Derzeit spielt die Mannschaft in der 2. Landesliga West, der fünfthöchsten Spielklasse in Österreich. Von 1989 bis 1994 spielte der Verein in der Regionalliga Ost, der dritthöchsten Spielklasse in Österreich.

## Geschichte
Der ASK Ybbs wurde 1929 gegründet. 1933 nahm der Verein erstmals an der Meisterschaft des niederösterreichischen Fußballverbands teil. Hinter Pöchlarn belegte Ybbs auf Anhieb den zweiten Platz. Bereits in der darauffolgenden Saison wurde der ASK Ybbs erstmals Meister. Der Verein gewann trotz einer 1:4-Niederlage in der letzten Runde gegen Waidhofen die Ybbstalklasse, verzichtete aber aus finanziellen Gründen auf den Aufstieg. 1936/37 folgte der zweite Meistertitel, diesmal entschied sich die Vereinsführung für den Aufstieg in die 1. Klasse West. Dort belegte der ASK Ybbs in seiner Premierensaison sieglos den letzten Platz. Nach dem Anschluss Österreichs an das Deutsche Reich wurde der ASK Ybbs am 11. September 1938 aufgelöst und in die Deutsche Turn- und Sportgemeinschaft als Gruppe Fußball eingegliedert.
Sofort nach Ende des Zweiten Weltkriegs wurde der Verein neu gegründet. Im ersten Freundschaftsspiel nach dem Krieg siegte Ybbs mit 14:0 gegen Grein. Im Frühjahr 1946 stieg Ybbs wieder in den Ligawettbewerb ein und dem Verein gelang direkt der dritte Meistertitel der Vereinsgeschichte. Sieben Jahre lang spielte der Verein nun in der 1. Klasse West, ehe in der Saison 1952/53 der Meistertitel eingefahren wurde und der Verein erstmals in die II. Liga West aufstieg. Nach sechs Spielzeiten in der II. Liga West stieg der Verein 1959 in die 1. Klasse Ybbstal ab. In den kommenden zehn Jahren spielte der ASK Ybbs in der 1. Klasse, bis 1969/70 der Aufstieg in die Unterliga West-Waldviertel folgte. Dort etablierten sich die Schwarz-Weißen mit Ausnahme der Saison 1973/74 stets im Spitzenfeld. In der Saison 1975/76 kämpfte Ybbs mit dem ASK Amstetten um den Meistertitel. Zwar verlor Ybbs diesen Kampf, doch aufgrund einer Ligareform spielte der ASK Ybbs ab Sommer 1976 in der neu geschaffenen Oberliga West. 1980 landete der ASK Ybbs einen Punkt hinter Melk auf dem zweiten Platz und stieg abermals durch eine Ligareform in die 2. Landesliga auf. Im Sommer 1980 gastierte die Österreichische Fußballnationalmannschaft in Ybbs und siegte vor 3.500 Besuchern mit 17:1. Der damals beim FC Barcelona spielende Nationalspieler Hans Krankl erzielte dabei sieben Tore. 1983 stieg der ASK Ybbs gemeinsam mit dem SC Zwettl als Vizemeister erstmals in die 1. Landesliga, die damals dritthöchste Liga in Österreich, auf. Dieser Aufstieg trug auch zu wachsenden Zuschauerzahlen im Donaustadion bei. Nach Rang neun im ersten Jahr, landete Ybbs aufgrund einer langen Verletztenliste 1985 auf dem 12. Platz und entging nur knapp dem Abstieg. In der kommenden Saison wurde Ybbs in der Saison 1988/89 Meister in der 1. Landesliga und stieg in die 1985 wiedereingeführte Regionalliga Ost auf. Acht Neuverpflichtungen folgten, jedoch erwischte man mit zwei Niederlagen in den ersten beiden Spielen zunächst einen schlechten Start. Ein 2:1-Sieg gegen den Favoritner AC brachte die Wende, die den ASK hinter den Rasenspielern Donaufeld auf den zweiten Platz in der Endabrechnung brachte. Den Meistertitel verspielten die Ybbser jedoch im heimischen Donaustadion im direkten Duell gegen Donaufeld vor 3.000 Besuchern mit 0:3. Einem sechsten Platz in der Saison 1990/91 folgte 1991/92 der vierte Rang. 1991 besiegte der ASK Ybbs im ÖFB-Cup den Wiener Sport-Club durch Tore von Kurt Buschenreithner und Ernst Ursprunger mit 2:0. In der Saison 1993/94 konnte der Verein an die erfolgreichen Spielzeiten nicht mehr anknüpften und er stieg in die 1. Landesliga ab.
Durch einen Zubau beim Klubhaus und um in der Regionalliga konkurrenzfähig zu bleiben, hatte sich der ASK Ybbs schwer verschuldet. Dazu kam, dass Hauptsponsor Pegasus in Konkurs ging und auch die Stadtgemeinde Ybbs finanziell immer schlechter dastand. 1996/97 musste sich der ASK Ybbs auch aus der 1. Landesliga verabschieden. In der 2. Landesliga ging es für den Verein schon im ersten Jahr direkt in die Gebietsliga runter. Nach einer Spielzeit im Mittelfeld der Tabelle, holte der Klub in der Saison 1999/00 nur fünf Punkte und kassierte 100 Gegentreffer – das Resultat von zahlreichen Spielerabgängen vor der Saison. Zehn Jahre nachdem der Verein um den Aufstieg in die zweithöchste Liga mitgespielt hatte, sah sich der ASK Ybbs in der zweitniedrigsten Spielklasse, der 1. Klasse West, wieder. Mit dem Hochwasser 2002, das schwere Schäden an Klubhaus und Sportanlage anrichtete, verschlechterte die finanzielle Notlage noch mehr. 2003 war der ASK Ybbs sportlich und wirtschaftlich am Tiefpunkt angelangt – in der 2. Klasse Mostviertel mit Schulden von knapp 90.000 Euro. Die Stadt Ybbs tilgte mit dem Kauf des Klubhauses im Dezember 2003 die Schulden und legte damit den Grundstein für einen Neubeginn. Nach drei Jahren in der untersten Liga gelang mit Spielertrainer Christian Haabs 2006 der Wiederaufstieg in die 1. Klasse West. Zwei Jahre später stieg der Klub als Meister in die Gebietsliga West auf, in der sofort der neuerliche Meistertitel erreicht wurde.
Der Sprung in die 2. Landesliga West war jedoch zu viel für die Ybbser. Im Herbst gelangen nur acht Punkte, Platz drei in der Frühjahrstabelle konnte den Abstieg auch nicht mehr verhindern und so musste der Verein in der Saison 2010/11 wieder in der Gebietsliga West antreten, wo der neunte Platz erreicht wurde. Nach dem Erreichen des Vizemeistertitels in der Saison 2011/12 entging man im darauffolgenden Jahr dem Abstieg nur knapp. Im Jahr 2015/16 wurde der Verein mit einem Punkterekord und einer ungeschlagenen Saison klarer Meister in der Gebietsliga West. Das Jahr darauf wurde der ASK auch in der 2. LL West Herbstmeister. Ein weiterer direkter Aufstieg nicht, jedoch etablierte sich der Verein zu einem festen Bestandteil der 2. Landesliga. Im Jahr 2022/23 verpasste man den Aufstieg nur knapp und hatte gegenüber St.Peter/Au mit einem Punkt das Nachsehen. Im Spieljahr 2023/24 schaffte Trainer Jürgen Brandstetter den ASK Bau Pöchhacker Ybbs an die Tabellenspitze und zum Aufstieg in die 1. Landesliga zu führen.

## Stadion
Der Verein trägt seine Heimspiele im Donaustadion in Ybbs aus. Seit der Vereinsgründung spielt der Verein an diesem Ort. 1938 wurde der Platz erstmals umgebaut und erhielt eine Laufbahn sowie weitere Leichtathletik-Anlagen. Nach der Verwüstung der Anlage durch das Donauhochwasser 1954 wurde bis Sommer 1955 eine neue Anlage errichtet. 1966 wurde nach zweijähriger Bauzeit, die von einem neuerlichen schweren Hochwasser unterbrochen wurde, der Ausbau des Donaustadions fertiggestellt. Der Platz erhielt eine Sitzplatztribüne für 500 Zuschauer und ein neues Klubhaus, das mit einem Zubau auch heute noch Sekretariat, Umkleiden, eine Kantine und Dressen- sowie Utensilienräume beherbergt. Zum 50-Jahr-Jubiläum 1979 erhielt das Donaustadion eine zweite, diesmal überdachte, Sitzplatztribüne. Das Donaustadion bietet heute Platz für etwa 3.000 Zuschauer. 2017 wurde das Donaustadion umbenannt und heißt seitdem Wüsterstrom Arena.

## Obmänner
- 1929–1932: Erhard Lanner
- 1933–1935: Josef Birglechner
- 1936–1945: Karl Steiner
- 1946: Alfons Winkel
- 1946–1949: Fritz Laber
- 1950–1952: Josef Podrazil
- 1953: Alois Geyrecker
- 1954–1957: Karl Schmatz
- 1958–1964: Hans Satlberger
- 1964–1988: Johann Edelmann
- 1988–2004: Karl Sekanina
- seit 2004: Christian Eplinger

## Spieler
- Přemysl Bičovský (1989–1993) Spielertrainer
- Markus Hutterstrasser
- Christoph Riegler
- Bernard Schuiteman

## Erfolge
- Niederösterreichischer Landesmeister: 1989
- Vizemeister der Regionalliga Ost: 1989/90
- Meister 2. Klasse Alpenvorland: 2005/06
- Meister 1. Klasse West: 2007/08
- Meister Gebietsliga West: 2008/09, 2015/16
- Meister 2. Landesliga West 2023/2024